# Кіцмань (станція)
Кíцмань — проміжна залізнична станція Івано-Франківської дирекції Львівської залізниці на неелектрифікованій лінії Стефанешти — Лужани між станціями Веренчанка (12,3 км) та Лужани (11 км). Розташована в однойменному місті Чернівецького району Чернівецької області. Поруч зі станцією пролягає автошлях обласного значення О26113.

## Історія
Станція відкрита у 1890 році. 

## Пасажирське сполучення
З 8 грудня 2019 по 12 січня 2021 року через станцію Кіцмань курсував зміненим маршрутом пасажирський поїзд № 357/358 «Гуцульщина» сполученням Київ — Рахів.
З 18 березня 2020 року, через пандемію COVID-19, припинено рух вантажно-пасажирських поїздів сполученням Чернівці — Стефанешти — Чернівці (наразі рух поїздів так досі і не відновлено).
10 жовтня 2022 року через станцію курсує регіональний поїзд № 801/802 «Дністровський експрес» сполученням Львів — Чернівці, який прямує через станції Підзамче, Золочів, Тернопіль, Теребовля, Чортків, Заліщики, Кострижівка тощо.